# Angus McKie
Angus McKie (Newcastle upon Tyne, luglio 1951) è un artista, disegnatore e fumettista britannico.

## Biografia
È meglio conosciuto come colorista e illustratore per numerose copertine di album musicali e romanzi tascabili di fantascienza a metà degli anni Settanta e Ottanta, così come nella serie di libri illustrati Terran Trade Authority di Stewart Cowley. Le sue illustrazioni spesso presentano astronavi altamente dettagliate su sfondi dai colori vivaci e costruzioni high-tech, come dimostrato dal suo lavoro pionieristico su The Dome: Ground Zero per la DC Comics edito dalla Helix nel 1998. Come Peter Elson, Tony Roberts, Chris Foss e alcuni altri artisti di quel periodo, ha influenzato un'intera generazione di illustratori di fantascienza e concept artist. Questa influenza può essere vista nell'aspetto del videogioco Homeworld.
Nel 1993 ha scritto e disegnato le prime due parti di un fumetto di fantascienza pubblicato dalla Dark Horse e intitolato The Blue Lily, basato su un racconto di Dave Weir. A partire dal 2011, secondo quanto riferito, McKie stava lavorando alle ultime due parti del lavoro nel suo tempo libero. Ha anche scritto e illustrato una storia intitolata So Beautiful and So Dangerous per la rivista Heavy Metal, che in seguito divenne un segmento del film Heavy Metal.

## Copertine
- 1978 - Hypothesis di Vangelis
- 1981 - Future Shock dei Gillan
- 1983 - Venice in Peril dei Rondò Veneziano
- 1984 - San Marco/Allegro veneziano dei Rondò Veneziano
- 1984 - Steel the Light dei Q5
- 1985 - Casanova dei Rondò Veneziano
- 1985 - Odissea dei Rondò Veneziano
- 1987 - Arabesque dei Rondò Veneziano
- 1987 - Misteriosa Venezia dei Rondò Veneziano
- 1988 - Concerto dei Rondò Veneziano
- 1988 - Poesia di Venezia dei Rondò Veneziano
- 1989 - Masquerade dei Rondò Veneziano
- 1989 - Visioni di Venezia dei Rondò Veneziano
- 1990 - Barocco dei Rondò Veneziano
- 1991 - Mystère dei Rondò Veneziano
- 1990 - The Genius of Vivaldi, Mozart, Beethoven dei Rondò Veneziano
- 1992 - Venezia romantica - The Best of Rondò Veneziano dei Rondò Veneziano
- 1997 - Space Atmospheres di Autori Vari